# Saint Kitts i Nevis na Letnich Igrzyskach Olimpijskich 2008
Reprezentacja Saint Kitts i Nevis na Letnich Igrzyskach Olimpijskich 2008 w Pekinie liczyła czworo zawodników. Był to czwarty start Saint Kitts i Nevis na letnich igrzyskach olimpijskich.

## Wyniki reprezentantów Saint Kitts i Nevis

### Lekkoatletyka
Mężczyźni
| Zawodnik    | Konkurencja  | Bieg eliminacyjny | Bieg eliminacyjny | Ćwierćfinał | Ćwierćfinał | Półfinał | Półfinał | Finał                        | Finał                        |
| Zawodnik    | Konkurencja  | Wynik             | Miejsce           | Wynik       | Miejsce     | Wynik    | Miejsce  | Wynik                        | Miejsce                      |
| ----------- | ------------ | ----------------- | ----------------- | ----------- | ----------- | -------- | -------- | ---------------------------- | ---------------------------- |
| Kim Collins | bieg na 100m | 10.17             | 2                 | 10.01       | 2           | 10.05    | 5        | Odpadł z dalszej rywalizacji | Odpadł z dalszej rywalizacji |
| Kim Collins | bieg na 200m | 20.55             | 2                 | 20.43       | 3           | 20.25    | 4        | 20.59                        | 6                            |

Kobiety
| Zawodnik          | Konkurencja  | Bieg eliminacyjny | Bieg eliminacyjny | Ćwierćfinał                   | Ćwierćfinał                   | Półfinał                      | Półfinał                      | Finał                         | Finał                         |
| Zawodnik          | Konkurencja  | Wynik             | Miejsce           | Wynik                         | Miejsce                       | Wynik                         | Miejsce                       | Wynik                         | Miejsce                       |
| ----------------- | ------------ | ----------------- | ----------------- | ----------------------------- | ----------------------------- | ----------------------------- | ----------------------------- | ----------------------------- | ----------------------------- |
| Virgil Hodge      | bieg na 100m | 11.48             | 28                | 11.45                         | 23                            | Odpadła z dalszej rywalizacji | Odpadła z dalszej rywalizacji | Odpadła z dalszej rywalizacji | Odpadła z dalszej rywalizacji |
| Virgil Hodge      | bieg na 200m | 23.14             | 18                | 23.17                         | 19                            | Odpadła z dalszej rywalizacji | Odpadła z dalszej rywalizacji | Odpadła z dalszej rywalizacji | Odpadła z dalszej rywalizacji |
| Meritzer Williams | bieg na 200m | 23.83             | 38                | Odpadła z dalszej rywalizacji | Odpadła z dalszej rywalizacji | Odpadła z dalszej rywalizacji | Odpadła z dalszej rywalizacji | Odpadła z dalszej rywalizacji | Odpadła z dalszej rywalizacji |
| Tiandra Ponteen   | bieg na 400m | 52.41             | 27                | Odpadła z dalszej rywalizacji | Odpadła z dalszej rywalizacji | Odpadła z dalszej rywalizacji | Odpadła z dalszej rywalizacji | Odpadła z dalszej rywalizacji | Odpadła z dalszej rywalizacji |